# Euptychoides nossis
Euptychoides nossis är en fjärilsart som beskrevs av William Chapman Hewitson 1862. Euptychoides nossis ingår i släktet Euptychoides och familjen praktfjärilar. Inga underarter finns listade i Catalogue of Life.

## Bildgalleri

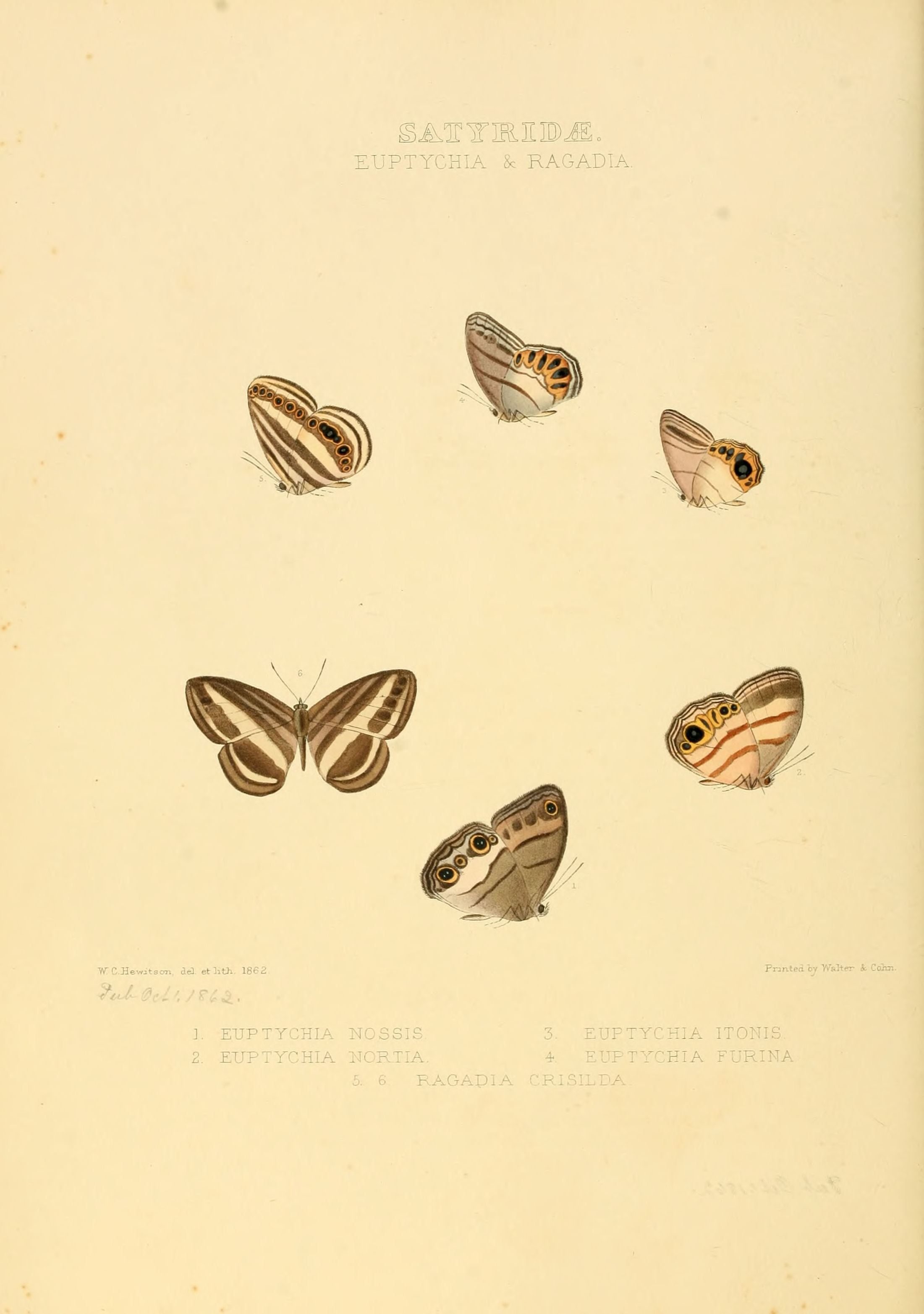